# Kruk 3: Zbawienie
Kruk 3: Zbawienie (ang. The Crow: Salvation) – amerykański film fantasy z 2000 roku w reżyserii Bharata Nalluriego, w którym główną rolę gra Eric Mabius. Jest to trzecia część z serii Kruk, następca „Miasta Aniołów”.

## Fabuła
Najmłodszy człowiek, jakiego kiedykolwiek stracono na krześle elektrycznym, powraca, by pomścić śmierć swoją i swojej dziewczyny, którą zabił nieznany sprawca. Jest obdarzony nadprzyrodzonymi mocami, nie ma jednak pewności, czy uda mu się zdemaskować skorumpowanych stróżów prawa i porządku, który przejęli władzę nad jego rodzinnym miastem. Alex Corvis przysięga, że sprawcą brutalnego zabójstwa jego narzeczonej, Lauren Randall, która zginęła ugodzona nożem pięćdziesięciotrzykrotnie, jest tajemniczy mężczyzna z piętnem na ramieniu. Sąd nie daje mu wiary i skazuje na śmierć na krześle elektrycznym. Alex zmartwychwstaje i powraca na ziemię jako „Kruk”. Obdarzony nadprzyrodzonymi mocami szukać będzie zemsty na zabójcy swej narzeczonej i skorumpowanych przedstawicielach władz, którzy posłali go na śmierć.

## Obsada
- Kirsten Dunst jako Erin Randall
- Eric Mabius jako Alex Corvis
- William Atherton jako Nathan Randall
- Fred Ward jako kapitan policji
- Jodi Lyn O’Keefe jako Lauren Randall
- Grant Shaud jako Walsh
- David Stevens jako Tommy Leonard
- Tim DeKay jako Martin Toomey
- Dale Midkiff jako Vincent Erlich
- Don Shanks jako strażnik #1

## Produkcja
Pierwotny scenariusz filmu miał napisać artysta muzyczny i przyszły reżyser, Rob Zombie. Producenci zwolnili Zombie z tej posady, gdy okazało się, że jego pomysł na obraz jest zbyt wymyślny i nie pokrywa się z oczekiwaniami producentów. Na scenarzystę wytypowano Chipa Johannessena. Film nakręcono budżetem dziesięciu milionów dolarów w Salt Lake City w stanie Utah.

## Wydanie filmu
W Stanach Zjednoczonych podczas projekcji testowych widzowie skarżyli się na formę filmu, przez co zamiast na ekrany kin trafił on bezpośrednio na rynek video. Obraz zyskał jednak dystrybucję kinową w wielu innych krajach, w tym w Polsce. Amerykańska, a zarazem światowa premiera Kruka 3: Zbawienia miała miejsce 23 stycznia 2000 roku, natomiast polska − 9 lutego 2001.